# Sphecapatoclea ghoulensis
Sphecapatoclea ghoulensis är en tvåvingeart som beskrevs av Boris Borisovitsch Rohdendorf 1975. Sphecapatoclea ghoulensis ingår i släktet Sphecapatoclea och familjen köttflugor.
Artens utbredningsområde är Egypten. Inga underarter finns listade i Catalogue of Life.